# Ans van den Berg (burgemeester)
Ans van den Berg (Den Haag, 1942) is een Nederlands oud-politica namens de VVD.
Ze begon haar loopbaan in het bankwezen en werd in 1978 geïnstalleerd als lid van de gemeenteraad van Den Haag. Na drie jaar volgde het wethouderschap van financiën en cultuur. Na de gemeenteraadsverkiezingen van 1986 keerde de VVD niet terug in het college van B&W maar na de val van het college in 1989 werd ze opnieuw wethouder van financiën en cultuur.
In 1993 heeft Van den Berg besloten bestuurlijk haar verantwoordelijkheid te nemen en af te treden als wethouder, nadat was gebleken dat het budget van het Haagse Gemeentemuseum onder het directoraat van Rudi Fuchs met vijf miljoen gulden was overschreden.
Nog datzelfde jaar werd zij benoemd tot burgemeester van Bergen op Zoom, een functie die zij heeft vervuld tot haar vervroegd uittreden in 2000.